# Ryszard Półtorak
Ryszard Półtorak (ur. 1952 w Skale) – polski polityk, urzędnik i samorządowiec, wicewojewoda tarnowski (1994–1998) oraz małopolski (2001–2006).

## Życiorys
W 1975 ukończył studia na Wydziale Zootechnicznym Akademii Rolniczej w Krakowie z tytułem zawodowym magistra inżyniera zootechnika. Został też absolwentem inżynierii ruchu drogowego na Politechnice Radomskiej.
W latach 1976–1977 pracował w Wojewódzkim Ośrodku Postępu Rolniczego w Paniowach, następnie do 1982 w Rolniczej Spółdzielni Produkcyjnej w Woli Rzędzińskiej. W 1982 w Zespole Szkół Ogrodniczo-Rolniczych w Tarnowie prowadził zajęcia z produkcji roślinnej i zwierzęcej. W latach 1984–1990 pełnił funkcję naczelnika gminy wiejskiej Tarnów, w latach 1990–1994 był wójtem tej gminy. Następnie został powołany na stanowisko wicewojewody tarnowskiego (które zajmował w latach 1994–1998). Później był dyrektorem Małopolskiego Ośrodka Ruchu Drogowego w Tarnowie.
W 2001 objął urząd I wicewojewody małopolskiego. Był rekomendowany przez SLD, do którego nie należał. Zakończył urzędowanie w 2006.
W 2003 otrzymał od Tarnowskiej Fundacji Kultury statuetkę „Uskrzydlony”.
Żonaty, ojciec dwójki dzieci.